# (3874) Stuart
(3874) Stuart es un asteroide perteneciente al cinturón de asteroides, descubierto el 4 de octubre de 1986 por Edward Bowell desde la Estación Anderson Mesa (condado de Coconino, cerca de Flagstaff, Arizona, Estados Unidos).

## Designación y nombre
Designado provisionalmente como 1986 TJ1. Fue nombrado Stuart en honor al astrónomo estadounidense Stuart E. Jones.